# Seznam skladov, namenjenih za pomoč slovenski znanosti
Skladi namenjeni za pomoč slovenski znanosti:
- Sklad za podporo - študija geotehnologije,
- Sklad Marka Gerbca,
- Sklad IRMA - podpora študiju in znanstvenemu izpopolnjevanju iz znanosti o materialih,
- Sklad podpore razvoju kognitivnih znanosti,
- Frana Miklošiča,
- Sklad Martina Pegija,
- Sklad Hermana Potočnika - Noordnunga,
- Sklad prijateljev SZF- Slovenske znanstvene fondacije,
- Sklad Borisa Kidriča.